# Juan de Dios Mateos Segura
Juan de Dios Mateos es un cantante lírico español, con tesitura de tenor lírico-ligero, nacido en Almería, Andalucía, España, el 21 de agosto de 1989.

## Biografía
Nacido en Almería, estudió canto de manera privada con Coral Morales y Carlos Aransay. Su formación se ha ido completando en masterclasses con Raina Kabaivanska, Roberto Scandiuzzi, Hedwig Fassbender, Ildar Abdrazakov, Luciana d’Intino, David Menéndez, Raúl Giménez o Jaume Aragall entre otros. 
Se une al Ópera Estudio de la Ópera de París desde 2016 a 2018, cantando Les Fêtes d’Hébè, Owen Wingrave, Bastien et Bastienne, Reigen y The little match girl passion entre otros proyectos. Desde entonces ha cantado en teatros como el Gran Teatre del Liceu, la Deutsche Oper Berlin, la Ópera de Sidney, Ópera de Melbourne, el Teatro Municipal de Santiago de Chile, Teatro Petruzelli de Bari, Teatro Massimo Bellini de Catania, Ópera de Oslo, Theater Hagen, Teatro Campoamor de Oviedo Teatro de Innsbruck. También en festivales como Schloss Kirchstetten Klassik Festival (Austria), Ópera Clandestin en Paris o LittleOpera de Zamora destacando en el repertorio belcantista y mozartiano en óperas como Il Barbiere di Siviglia, L’Elisir d’amore, La Cenerentola, Don Giovanni, Il Viaggio a Reims, il Turco in Italia, La Cenerentola, L'Italiana in Algeri, La Resurrezione (Händel) o en repertorio español con El Caballero de Olmedo, La Dolores, La Araucana o Luisa Fernanda.
Ha trabajado, entre otros, con los directores Ottavio Dantone, Giacomo Sagripanti, Patrick Lange, Guillaume Tourniaire, Matteo Beltrami, José Miguel Pérez-Sierra, Nicholas Carter, Xu Zhong, Daniel Smith, Iván López-Reynoso, Michael Thomas, Toufic Maatouk, Hooman Khalatbari e Iñaki Encina. 
Fue galardonado con los premios Plácido Domingo al mejor cantante español y el de la Fundación Ferrer-Salat en el 56º Concurso Internacional Tenor Viñas en 2019 y con el segundo premio del Concurso Internacional Hariclea Darclée de Rumanía en 2017 así como Artista Revelación en los Premios El Público de Canal Sur también en 2020. En 2021 recibe los premios del Teatro Real, Teatro de la Zarzuela, Teatro de la Maestranza, ABAO Bilbao, Gran Teatro de Ginebra , Teatro Regio di Torino y premio a mejor video rossiniano en el Concurso Internacional SOI. En 2023 obtiene el Premio del Público en el Concurso Internacional de Lousada.
Mateos se inició en el canto a través de los coros. Empezó con sus padres en el Emilio Carrión, más tarde en el coro Ciudad de Almería y también en el Coro de la Orquesta Ciudad de Almería. Formó parte del Joven Coro de Andalucía, donde más tarde fue profesor, así como del Coro Joven Mundial entre 2010 y 2012 (España, Chipre y ceremonia del Premio Nobel de la Paz) o el World Voices. Más tarde, a nivel profesional, en el coro de Le Concert d'Astrée cantando en París y Lille, y por último en el coro de la Ópera Nacional de París antes de pasar al canto solista en exclusiva con su entrada en el Ópera Estudio de la Ópera Nacional de París. Participó como solista en las tres primeras ediciones del proyecto Jaén Ópera Joven. Ha impartido clases de canto en la Escuela Municipal de Roquetas de Mar y fue director asistente de las corales Emilio Carrión y Ciudad de Roquetas. También fundó el coro, que dirigió hasta 2016, de la Agrupación San Indalecio de La Cañada, donde también es flautista desde 2002.